# Alex Vogel
Alex Vogel (Frauenfeld, 30 de julio de 1999) es un deportista suizo que compite en ciclismo en las modalidades de pista y ruta. Ganó dos medallas en el Campeonato Europeo de Ciclismo en Pista, en los años 2021 y 2025, ambas en la prueba de persecución por equipos.

## Medallero internacional
| Campeonato Europeo | Campeonato Europeo       | Campeonato Europeo | Campeonato Europeo      |
| Año                | Lugar                    | Medalla            | Competición             |
| ------------------ | ------------------------ | ------------------ | ----------------------- |
| 2021               | Grenchen (Suiza)         | Medalla de plata   | Persecución por equipos |
| 2025               | Heusden-Zolder (Bélgica) | Medalla de bronce  | Persecución por equipos |

## Palmarés
2021
- 1 etapa del Tour del Pays de Montbéliard